# Cộng hòa Xã hội chủ nghĩa Xô viết Byelorussia
Cộng hòa Xã hội Chủ nghĩa Xô viết Byelorussia (phiên âm tiếng Việt: "Bê-lô-rút-xi-a", tiếng Belarus: Беларуская Савецкая Сацыялістычная Рэспубліка, tiếng Nga: Белору́сская Сове́тская Социалисти́ческая Респу́блика, viết tắt БССР, Bielorusskaja Sovietskaja Socialistitchieskaja Riespublika, BSSR hoặc đôi khi Byelorussia còn gọi là Belorussia) là một trong mười lăm nước cộng hòa của Liên Xô. Nó là một trong bốn thành viên sáng lập nên Liên bang Cộng hòa Xã hội Chủ nghĩa Xô viết vào năm 1922, cùng với Cộng hòa Xã hội chủ nghĩa Xô viết Ukraina, Cộng hòa Xã hội chủ nghĩa Xô viết Liên bang Ngoại Kavkaz, Cộng hòa Xã hội chủ nghĩa Xô viết Liên bang Nga. Nước Cộng hòa Xô viết, cùng với CHXHCNXV Ukraina và Liên Xô, là thành viên sáng lập nên Tổ chức Liên Hợp Quốc vào năm 1945. Nước cộng hòa này được lãnh đạo bởi Đảng Cộng sản Byelorussia và còn được gọi là Byelorussia Xô viết bởi một số nhà sử học.
Về phía tây, nó giáp với Ba Lan. Còn trong Liên Xô, nó giáp với Litva và Latvia ở phía bắc, Nga ở phía đông và Ukraina ở phía nam.
Nước cộng hòa Xô viết trên vùng đất Belarus đã tuyên bố thành lập vào ngày 1 tháng 1 năm 1919, nhưng phải mất một năm sau để xác lập tình trạng. Byelorussia cũng là một trong những nước Cộng hòa Xô viết bị Phát xít Đức chiếm đóng trong thời kỳ Chiến tranh thế giới thứ hai. Vào những năm cuối cùng của Liên Xô, Xô viết tối cao Byelorussia đã thông qua bản Tuyên ngôn chủ quyền nhà nước vào ngày 27 tháng 7 năm 1990. Vào ngày 15 tháng 8 năm 1991, Stanislav Shushkevich được bầu làm nguyên thủ quốc gia đầu tiên của đất nước. Mười ngày sau vào ngày 25 tháng 8 năm 1991, Byelorussia Xô viết tuyên bố độc lập và đổi tên thành Cộng hòa Belarus. Liên Xô tan rã bốn tháng sau đó vào ngày 26 tháng 12 năm 1991.

## Từ nguyên
Tên gọi Byelorussia (tiếng Nga: Белору́ссия, xuất phát từ Belaya Rus' , có nghĩa là Bạch Nga. Có một số tuyên bố về nguồn gốc của cái tên "Bạch Nga". Một lý thuyết dân tộc-tôn giáo cho thấy rằng tên sử dụng để mô tả một phần của những vùng đất cũ Ruthenia trong Đại công quốc Lietuva, nơi được cư trú chủ yếu bởi những người Slav theo Kitô giáo thời kỳ đầu, trái ngược với Hắc Nga, nơi chủ yếu là người Baltic không theo đạo.
Phần phía sau tương tự nhưng có cách đánh vần và nhấn mạnh khác với từ "Росси́я" (Nga), lần đầu tiên vào thời đế chế Nga, và Nga hoàng thường được phong là "Sa hoàng của tất cả nước Nga", như Nga hay đế quốc Nga được hình thành bởi ba các vùng của Nga: Đại Nga, Tiểu Nga, và Bạch Nga. Điều này khẳng định rằng các vùng lãnh thổ trên đều là của Nga và tất cả các dân tộc trong đó cũng là người Nga; trong trường hợp của người Belarus, họ là những biến thể của người Nga.
Sau cuộc Cách mạng tháng Mười năm 1917, thuật ngữ "Bạch Nga" đã gây ra một số nhầm lẫn vì đây cũng là tên của lực lượng quân sự chống lại những người cộng sản Bolshevik. Dưới thời kỳ Xô viết, từ Byelorussia được chấp nhận như một phần của sự hiểu biết về quốc gia. Ở phía tây Belarus dưới sự kiểm soát của Ba Lan, "Byelorussia" trở nên phổ biến được sử dụng ở các vùng Białystok và Hrodna trong thời kỳ giữa chiến tranh. Thuật ngữ Byelorussia (tên của nó trong các ngôn ngữ khác như tiếng Anh dựa trên mẫu tiếng Nga) chỉ được sử dụng chính thức sau khi nước Cộng hòa Xô viết Xã hội chủ nghĩa Byelorussia hình thành năm 1920. Năm 1936, với việc tuyên bố bản Hiến pháp Xô viết 1936, nước cộng hòa này được đổi tên thành Cộng hòa Xã hội chủ nghĩa Xô viết Byelorussia, đảo từ Xã hội chủ nghĩa lên trên từ Xô viết.
Vào ngày 25 tháng 8 năm 1991, Xô viết tối cao Byelorussia đã quyết định đổi tên đất nước thành "Cộng hòa Belarus", với dạng viết tắt là "Belarus". Tuy nhiên, Các lực lượng bảo thủ ở nước Belarus mới độc lập lại không ủng hộ việc thay đổi tên và phản đối việc đưa nó vào dự thảo Hiến pháp Belarus năm 1991.

## Lịch sử

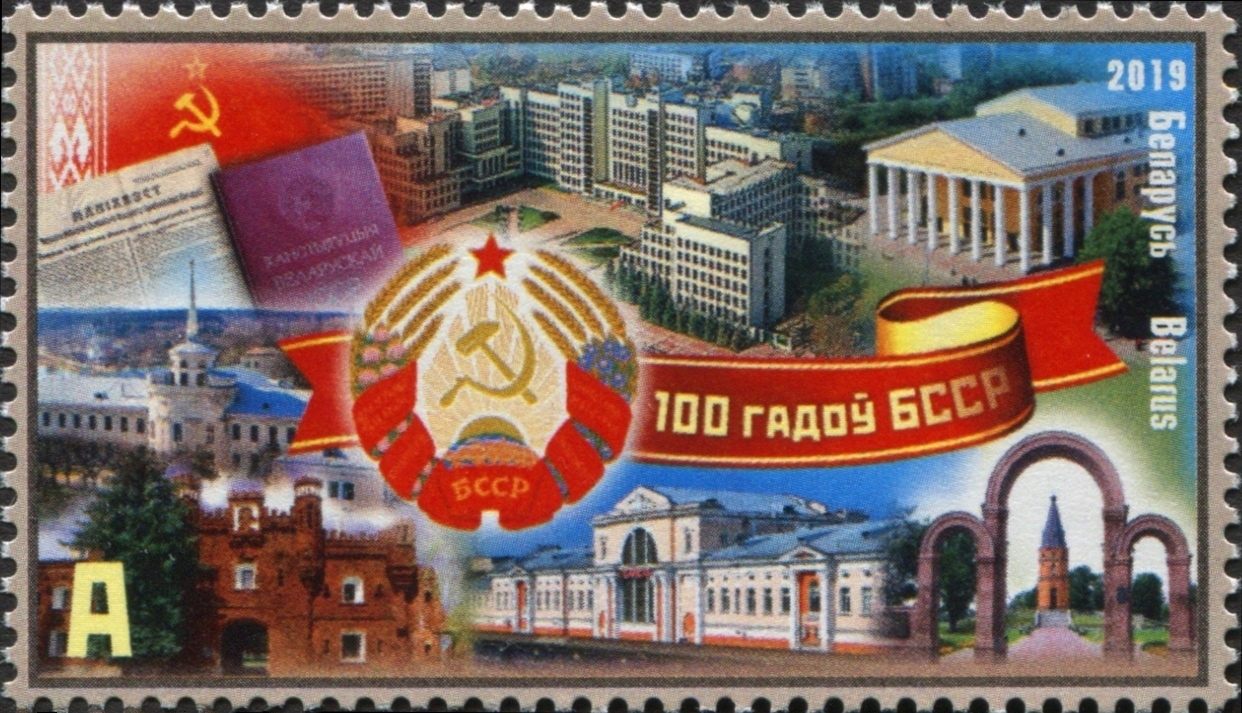
Một con tem năm 2019 dành riêng cho dịp kỷ niệm 100 năm thành lập CHXHCN Xô viết Byelorussia

Từng là một phần của Đế quốc Nga trước Chiến tranh thế giới thứ nhất, Belarus tuyên bố chủ quyền lần đầu tiên vào ngày 25 tháng 3 năm 1918, hình thành nên nước Cộng hòa Nhân dân Belarus. Tuy nhiên, nước cộng hòa này tồn tại không bao lâu thì bị chiếm lại sau sự rút lui của quân đội Đức. Vào ngày 1 tháng 1 năm 1919 nước Cộng hòa Xô viết Xã hội chủ nghĩa Byelorussia (SSRB) được thành lập. Sau đó quốc gia này bị giải tán, lãnh thổ của nó được sáp nhập vào Cộng hòa Xã hội Chủ nghĩa Xô viết Liên bang Nga (RSFSR) và Cộng hòa Xã hội chủ nghĩa Xô viết Litva–Byelorussia mới thành lập.
Quốc gia sau cũng tồn tại một thời gian ngắn, do bị giày xéo bởi cuộc xâm lược của Ba Lan năm 1919. Sau khi Chiến tranh Nga-Ba Lan kết thúc năm 1921, vùng đất Byelorussia bị chia thành Ba Lan, Nga, và Cộng hòa Xã hội Chủ nghĩa Xô viết Byelorussia được tái thành lập, trở thành một thành viên sáng lập ra Liên bang Cộng hòa Xã hội chủ nghĩa Xô viết vào năm 1922 và được biết đến với tên Cộng hòa Xô viết Xã hội Chủ nghĩa Byelorussia (BSSR).

### Những năm đầu thời kỳ Xô viết
Vào tháng 2 năm 1921, các phái đoàn nước Đệ Nhị Cộng hòa Ba Lan và Nga Xô viết cuối cùng đã ký Hoà ước Riga chấm dứt chiến sự ở châu Âu và đặc biệt là tại Belarus. Sáu năm chiến tranh đã khiến đất đai bị bỏ bê và cướp phá, và sự thay đổi vĩnh viễn của các chế độ chiếm đóng, từng tồi tệ hơn trước đây để lại dấu ấn của họ đối với người dân Belarus, hiện đang bị chia rẽ. Gần một nửa (Tây Belarus) thuộc về Ba Lan, Đông Belarus (Gomel, Vitebsk và một phần Smolensk guberniyas) được quản lý bởi Nga. Phần còn lại là Byelorussia, một nước cộng hòa có diện tích 52.400 km² và dân số chỉ có 1,544 triệu người.
Một nghịch lý thú vị nảy sinh trong tình trạng của Byelorussia bên trong nhà nước tương lai Bolshevik. Một mặt, các chỉ số địa lý, dân số và kinh tế gần như cẩu thả không đảm bảo nó có sức nặng chính trị đối với các vấn đề của Liên Xô. Trên thực tế, là người lãnh đạo Đảng Cộng sản Byelorussia (Bolshevik), Alexander Chervyakov sẽ đại diện cho những người cộng sản Byelorussia tại bảy đại hội đảng ở Moskva, nhưng không một lần được bầu vào Ban Chấp hành Trung ương. Hơn nữa, tình cảm dân tộc yếu kém của người Belarus sẽ dễ dàng cho phép nước này bị giải tán và sáp nhập vào Nga, không giống như Ukraina.
Mặt khác, vai trò chiến lược của khu vực đã quyết định số phận của nó, với tư cách là một nước cộng hòa đầy đủ trong các cuộc đàm phán khi hình thành nhà nước tương lai. Đối với Lev Trotsky và những người ủng hộ ông trong giới lãnh đạo Liên Xô vẫn ủng hộ khái niệm Cách mạng Thế giới của nó, và như đã nói ở trên, ông đã xem Hoà ước Riga chỉ là một trở ngại tạm thời cho quá trình, và một bước tiến trong tương lai sẽ cần một đầu cầu chuẩn bị. Điều này biện minh cho tình trạng nước Byelorussia Xô viết là một nước cộng hòa liên minh đầy đủ trong Hiệp ước về việc thành lập Liên Xô được ký kết vào ngày 30 tháng 12 năm 1922. Byelorussia Xô viết trở thành thành viên sáng lập nên Liên bang Xô viết vào năm 1922 và được gọi là BSSR.
Tuy nhiên, chính trị ở Moskva đã diễn ra một loạt các sự kiện khác nhau, và cuối cùng sự lên ngôi của Joseph Stalin, thời kỳ này đã chứng kiến một chính sách mới được sửa lại cho hợp Chủ nghĩa xã hội trong một quốc gia. Theo đó, các yêu sách bành trướng và chủ nghĩa phi chính thống đã bị loại bỏ khỏi hệ tư tưởng Xô viết, thay vào đó sẽ tập trung vào việc làm cho các khu vực có hiệu quả kinh tế. Do đó, vào tháng 3 năm 1924, theo sắc lệnh của Ủy ban Chấp hành Trung ương toàn Nga, Nga đã trả lại hầu hết các vùng lãnh thổ tạo nên các khu Vitebsk và Mogilev, cũng như một phần Smolensk. Điều đó không chỉ tăng gấp đôi diện tích của Byelorussia lên 110.600 km², mà còn nâng tổng dân số lên 4,2 triệu người.

### Byelorussia vào giữa thập niên 1920

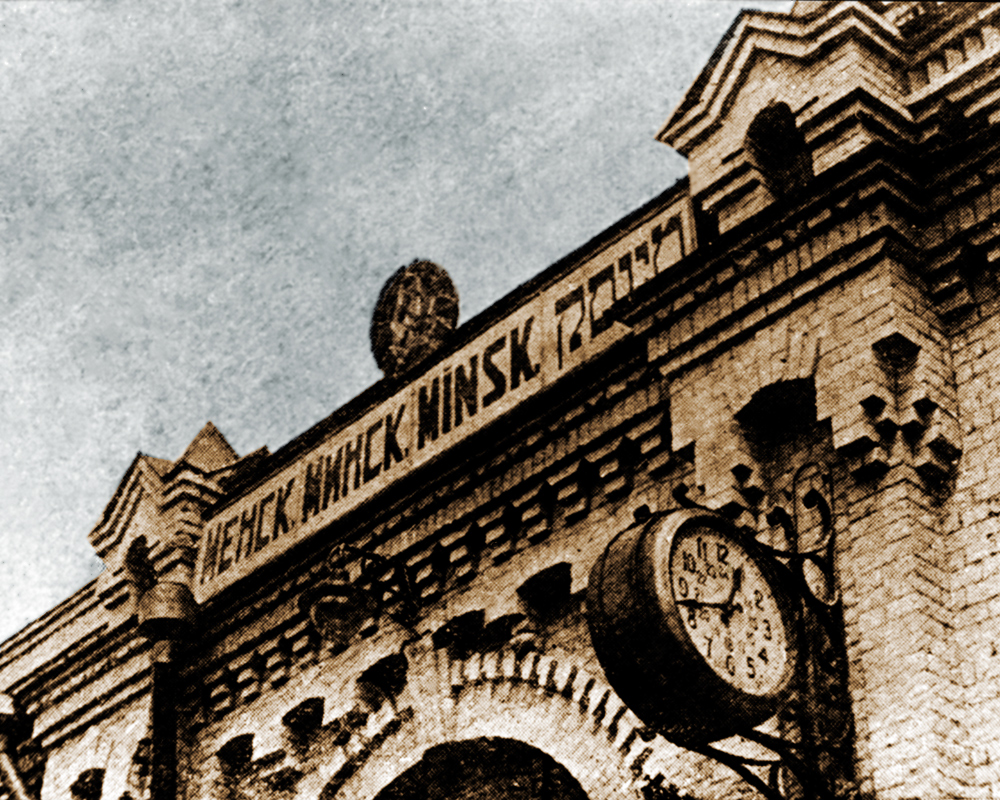
Ga xe lửa Minsk (1926), với tên thành phố được đặt theo tiếng Belarus, Nga, Ba Lan và Yiddish (hay 4 ngôn ngữ chính thức của Belarus)

Theo Đại bách khoa toàn thư Xô viết, vào năm 1925 Cộng hòa Xô viết Xã hội chủ nghĩa Byelorussia (SSRB) là một quốc gia phần lớn mà người dân sống chủ yếu ở nông thôn. Trong số 4.342.800 người, chỉ có 14,5% sống ở thành thị. Về mặt hành chính, đất nước được chia thành mười okrug (vùng): Bobruysk, Borisov, Vitebsk, Kalinin, Minsk, Mogilev, Mozyr, Orsha, Polotsk và Slutsk; tất cả đều chia thành 100 raion và 1229 selsoviet. Byelorussia chỉ có 25 thị trấn và thành phố và thêm 49 khu định cư đô thị.
Kế hoạch của Trotsky để SSRB hoạt động như một thỏi nam châm tương lai cho các nhóm thiểu số ở Đệ Nhị Cộng hòa Ba Lan được chứng minh rõ ràng trong các chính sách quốc gia. Đất nước ban đầu có bốn ngôn ngữ chính thức: Belarus, Nga, Yiddish và Ba Lan, mặc dù thực tế là người Nga và người Ba Lan chỉ chiếm khoảng 2% tổng dân số (hầu hết những người sau này sống gần biên giới quốc gia ở Minsk và các khu Borisov). Dân tộc thiểu số quan trọng nhất là người Do Thái, người có lịch sử áp bức dưới thời Sa hoàng, và năm 1925 họ chiếm gần 44% dân số thành thị và bắt đầu được hỗ trợ bởi các chương trình hành động khẳng định. Năm 1924, chính phủ đã thành lập một ủy ban - Belkomzet - để giao đất cho các gia đình Do Thái, năm 1926, tổng cộng 32.700 ha đã được trao cho 6.860 hộ là người Do Thái. Người Do Thái sẽ tiếp tục đóng một vai trò quan trọng trong chính trị, xã hội và kinh tế Byelorussia cho đến Thế chiến thứ hai, trên thực tế từ năm 1928 đến 1930, Bí thư thứ nhất Đảng Cộng sản Byelorussia, ông Yakov Gamarnik là người Do Thái.
Tuy nhiên, dân tộc trên danh nghĩa của Cộng hòa Xô viết Xã hội chủ nghĩa Byelorussia là người Belarus, chiếm tới 82% dân số nông thôn, nhưng lại chưa bằng một nửa dân số thành thị (40,1%). Sự thương cảm của người Belarus cũng ít hơn rất nhiều so với nước láng giềng Ukraina, điều này bị khai thác rất nhiều bởi cuộc đấu tranh quyền lực Bolshevik-Ba Lan trong Chiến tranh Liên Xô – Ba Lan (trên thực tế để tránh bị sáp nhập vào Ba Lan, tại cuộc điều tra dân số năm 1920, nhiều người đã tự gọi mình là người Nga). Để kêu gọi người dân Belarus thuộc vùng Tây Belarus và cũng để ngăn chặn thành phần dân tộc của Cộng hòa Nhân dân Belarus lưu vong không có bất kỳ ảnh hưởng nào đối với dân chúng (tức là để tránh một cuộc nổi dậy Slutsk khác), một chính sách của Korenizatsiya đã được thực hiện rộng rãi. Ngôn ngữ, văn hóa dân gian và văn hóa Belarus được đặt lên trên mọi thứ khác. Điều này đi ngang với chính sách giảm nạn mù chữ của Liên Xô (likebez).
Về mặt kinh tế, nước cộng hòa chủ yếu vẫn tự cho mình là trung tâm, và phần lớn những nỗ lực là để khôi phục ngành công nghiệp bị chiến tranh tàn phá (nếu vào năm 1923, chỉ có 226 công trình xây dựng và nhà máy, thì đến năm 1926, con số này đã tăng lên tới 246, nhân lực tăng vọt từ 14 nghìn lên 21,3 nghìn công nhân). Phần lớn là ngành công nghiệp thực phẩm, tiếp theo là kết hợp gia công kim loại và gỗ. Hơn rất nhiều đã tập trung vào khu vực địa phương và tư nhân, theo sự cho phép Chính sách kinh tế mới của Liên Xô, vào năm 1925, con số 38,5 nghìn người này đã sử dụng gần 50 nghìn người. Hầu hết là các xưởng dệt và xưởng gỗ và thợ rèn.
Để tiếp tục làm cho nền cộng hòa thịnh vượng và tiếp tục việc phân định quốc gia. Vào ngày 6 tháng 12 năm 1926, Cộng hòa Xã hội chủ nghĩa Xô viết Byelorussia một lần nữa được mở rộng bằng cách sáp nhập một số phần của khu Gomel Guberniya thuộc Nga Xô viết, bao gồm các thành phố Gomel và Rechytsa. Điều này đã tăng diện tích đất nước lên 126.300 km² và cuộc điều tra dân số của Liên Xô được tổ chức cùng năm đã báo cáo dân số là 4.982.623. Trong đó 83% ở nông thôn và người Belarus chiếm 80,6% (mặc dù chỉ 39,2% ở thành thị, nhưng 89% ở nông thôn).
Vào ngày 11 tháng 4 năm 1927, Byelorussia đã thông qua bản Hiến pháp mới, đưa luật pháp của nước này gắn liền với Liên Xô và đổi tên từ Cộng hòa Xô viết Xã hội chủ nghĩa Byelorussia thành Cộng hòa Xã hội chủ nghĩa Xô viết Byelorussia. Người đứng đầu chính phủ (Chủ tịch Ủy ban nhân dân Liên Xô) là Nikolay Goloding, trong khi Vilmus Knorin vẫn là bí thư thứ nhất của Đảng Cộng sản.

### Dưới thời kì Stalin

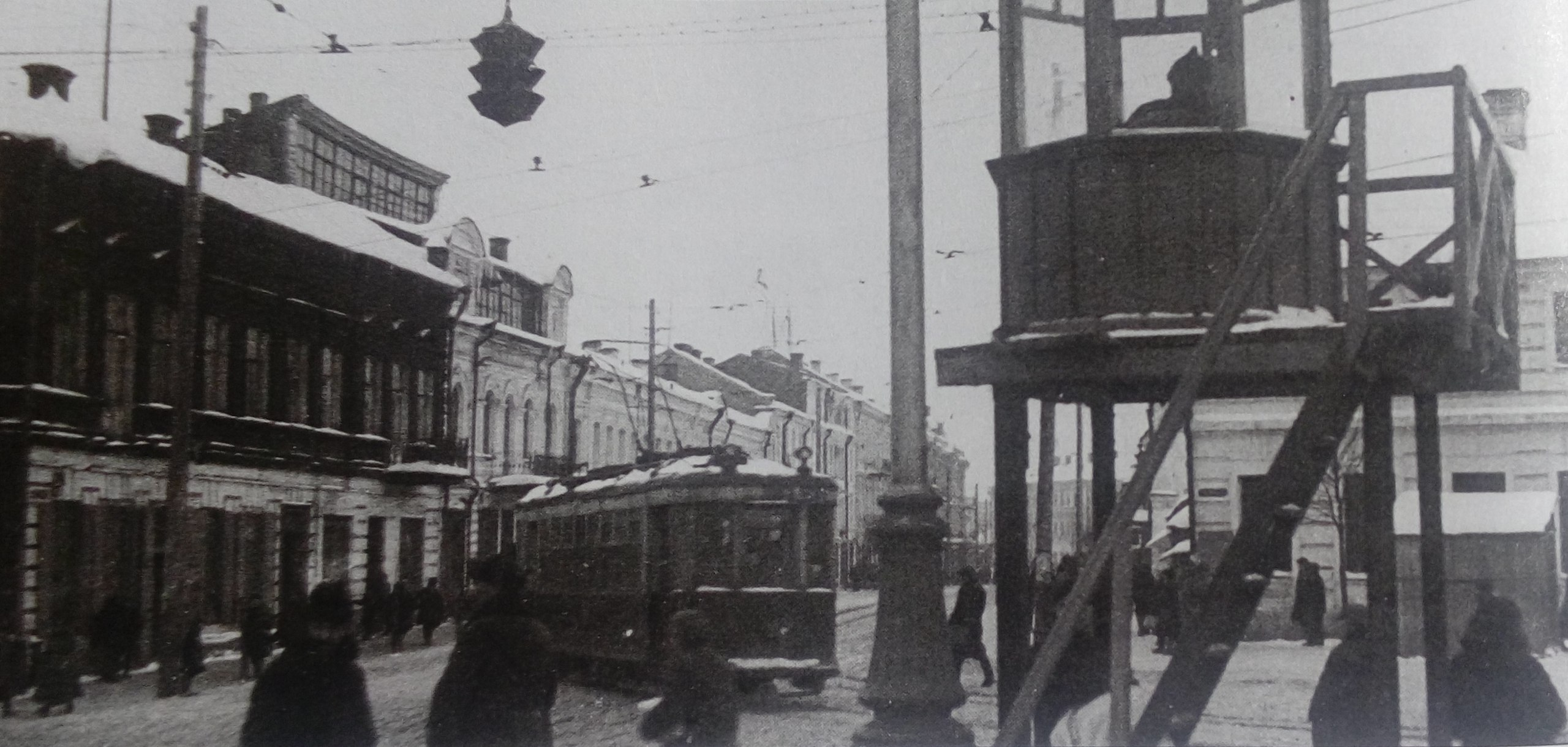
Một con đường vào mùa đông ở Vitebsk năm 1934

Những năm 1930 đánh dấu đỉnh cao của sự đàn áp của Liên Xô tại Belarus. Theo thống kê không đầy đủ, khoảng 600.000 người trở thành nạn nhân của sự đàn áp của Liên Xô tại Belarus trong khoảng thời gian từ 1917 đến 1953. Các ước tính khác đưa con số lên tới hơn 1,4 triệu người, trong đó 250.000 người đã bị kết án bởi các cơ quan tư pháp hoặc bị xử tử mà không đưa ra toà (dvoikas, troikas, ủy ban đặc biệt của OGPU, NKVD, MGB). Trừ việc tuyên án trong thập niên 1920 và 1930, hơn 250.000 người Belarus đã trục xuất như kulak hoặc thành viên gia đình kulak ở khu vực bên ngoài Cộng hòa Xô viết Belarus.
Quận tự trị Dzierzynszczyzna của Ba Lan được thành lập trong Byelorussia vào năm 1932 và tan rã vào năm 1935.
Vào tháng 9 năm 1939, Liên Xô, theo Hiệp ước Xô-Đức, với Đức Quốc xã, chiếm đóng miền đông Ba Lan trong cuộc tấn công năm 1939. Các lãnh thổ đó trước đây gọi là Tây Belarus đã được sáp nhập lại vào Byelorussia, ngoại trừ thành phố Vilnius và các khu vực xung quanh được chuyển đến Litva. Vụ sáp nhập đã được quốc tế công nhận sau khi Thế chiến II kết thúc.

### Thời kì Đức chiếm đóng

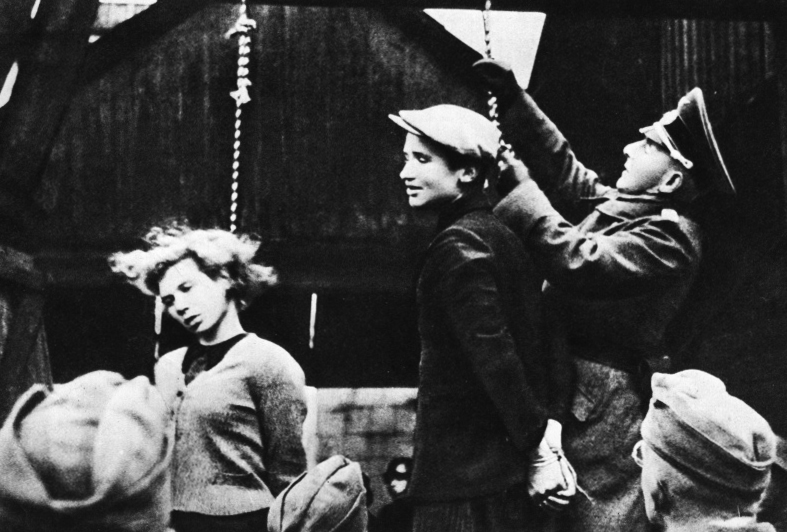
Các thành viên của lực lượng kháng chiến Liên Xô tại Belarus bị quân Đức treo cổ vào ngày 26 tháng 10 năm 1941

Mùa hè năm 1941, nước Cộng hòa Xô viết Belarus bị phát xít Đức chiếm đóng. Phần lớn lãnh thổ Belarus đã trở thành Tổng quận Belarus trong Reichskommissariat Ostland.
Chế độ phát xít Đức đã áp đặt lên Byelorussia một chế độ tàn bạo,khoảng 380.000 người phải làm lao động nô lệ và giết chết hàng trăm ngàn dân thường. Ít nhất 5.295 khu định cư đã bị người Đức phá hủy và một số hoặc tất cả cư dân bị giết (trong số 9.200 khu định cư đã bị đốt cháy hoặc bị phá hủy ở Belarus trong Thế chiến II). Hơn 600 ngôi làng như Khatyn đã bị phá hủy với toàn bộ dân làng bị tàn sát. Tổng cộng, hơn 2.000.000 người thiệt mạng ở Belarus trong ba năm dưới sự chiếm đóng của Đức, gần một phần tư dân số nơi đây.
Sau Chiến tranh thế giới thứ hai, Cộng hòa Xã hội chủ nghĩa Xô viết Byelorussia đã được trao một ghế trong Đại hội đồng Liên Hợp Quốc cùng với Liên Xô và Ukraina, trở thành một trong những thành viên sáng lập của Liên hợp quốc. Một người Byelorussia, GG Chernushchenko, từng là Chủ tịch Hội đồng Bảo an Liên Hợp Quốc từ tháng 1, tháng 2 năm 1975.

### Tuyên bố độc lập

Quốc kì Cộng hòa Belarus đến ngày 26 tháng 12 năm 1991

Trong những năm cuối cùng dưới chính sách perestroika của thời Mikhail Gorbachev, Xô viết tối cao Cộng hòa Xã hội chủ nghĩa Xô viết Byelorussia đã tuyên bố chủ quyền vào ngày 27 tháng 7 năm 1990 về mặt pháp luật.
Sau cuộc đảo chính thất bại vào tháng 8, nước này tuyên bố độc lập khỏi Liên Xô vào ngày 25 tháng 8 năm 1991, và được đổi tên thành Cộng hòa Belarus vào ngày 19 tháng 9 năm 1991. Vào ngày 8 tháng 12 năm 1991, Belarus cùng với Nga và Ukraina đã ký kết Hiệp định Belavezha, thay thế Liên Xô bằng Cộng đồng các Quốc gia Độc lập. Belarus đã giành được độc lập vào ngày 25 tháng 12 năm 1991, một ngày sau Liên Xô không còn tồn tại. Tuy nhiên, Hiến pháp (Luật cơ bản) Cộng hòa Belarus năm 1978, vẫn được giữ lại sau khi nước này giành được độc lập.

## Chính trị

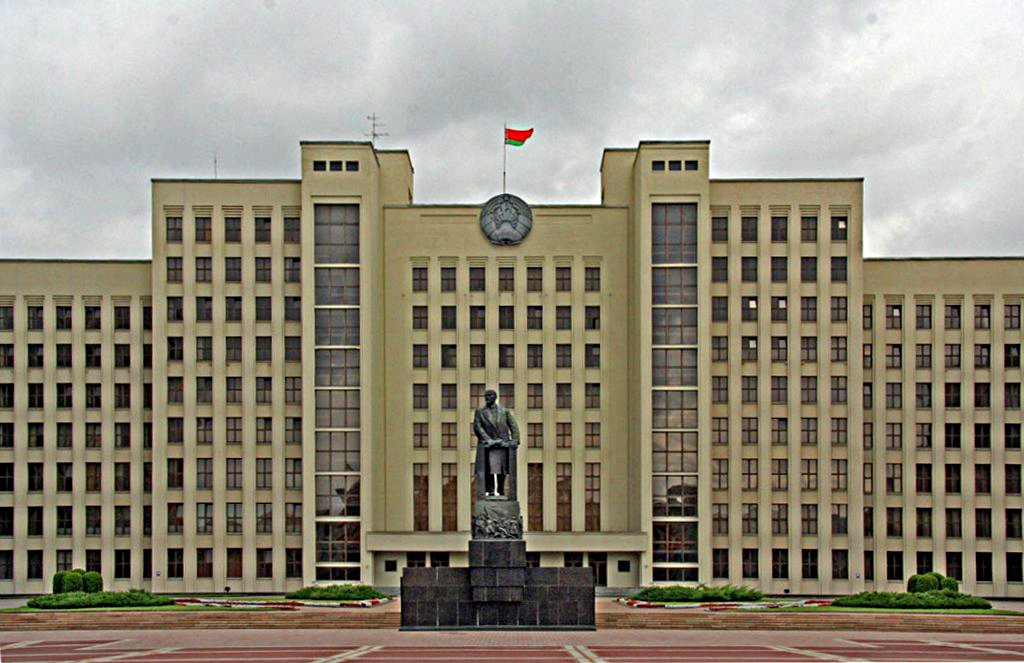
Xô viết tối cao Byelorussia, họp cho các phiên lập pháp ở Minsk.

Byelorussia là một nước cộng hòa xã hội chủ nghĩa đơn đảng, được chi phối bởi Đảng Cộng sản Byelorussia, một nhánh của Đảng Cộng sản Liên Xô (CPSU/KPSS). Giống như tất cả các nước cộng hòa Xô viết khác, đây là một trong mười lăm nước cộng hòa cấu thành thành lập Liên Xô từ khi gia nhập liên bang này năm 1922 cho đến khi tan rã năm 1991. Quyền hành pháp được thực thi bởi các nhà cầm quyền của Đảng Cộng sản Byelorussia, ở vị trí cao nhất là Chủ tịch Hội đồng Bộ trưởng. Còn quyền lập pháp được trao cho quốc hội đơn viện Xô viết tối cao Byelorussia.
Belarus là nước kế thừa hợp pháp Byelorussia Xô viết và trong Hiến pháp nước này có ghi: "Luật pháp, sắc lệnh và các đạo luật khác được áp dụng trên lãnh thổ nước Cộng hòa Belarus trước khi Hiến pháp hiện tại có hiệu lực sẽ được áp dụng trong các phần cụ thể điều đó không trái với Hiến pháp Cộng hòa Belarus".

### Đối ngoại
Trên trường quốc tế, Byelorussia (cùng với Ukraina) là một trong hai nước cộng hòa là thành viên riêng biệt của Liên hợp quốc. Cả hai nước cộng hòa và Liên Xô đã gia nhập Liên hợp quốc khi tổ chức này được thành lập cùng với 50 quốc gia khác vào ngày 24 tháng 10 năm 1945. Trên thực tế, điều này đã cung cấp cho Liên Xô (một thành viên Hội đồng Bảo an thường trực có quyền phủ quyết) với một phiếu bầu khác trong Đại hội đồng.
Ngoài Liên hợp quốc, CHXHCN Xô viết Byelorussia còn là thành viên của Hội đồng Kinh tế và Xã hội Liên Hợp Quốc, UNICEF, Tổ chức Lao động Quốc tế, Liên minh Bưu chính Quốc tế, Tổ chức Y tế Thế giới, UNESCO, Liên minh Viễn thông Quốc tế, Ủy ban Kinh tế Liên Hợp Quốc về châu Âu, Tổ chức Sở hữu Trí tuệ Thế giới và Cơ quan Năng lượng Nguyên tử Quốc tế. Tuy nhiên, Byelorussia không phải là thành viên riêng biệt của Khối Warszawa, Hội đồng Tương trợ Kinh tế, Liên hiệp Công đoàn Thế giới và Liên đoàn Thanh niên Dân chủ Thế giới. Năm 1949 thì gia nhập Ủy ban Olympic Quốc tế với tư cách là một Cộng hòa Liên bang.

## Dân cư
Theo cuộc điều tra dân số Liên Xô năm 1959, dân số của nước cộng hòa được tạo thành như sau:
Quốc tịch (1959):
- Belarus - 81%
- Ba Lan - 16%
- Litva - 5%
- Ukraina - khoảng 1%
- Nga - <1%

Những nhóm dân tộc/tôn giáo khác (1959):
- Do Thái - khoảng 1%

Thành phố lớn nhất:
- Minsk
- Brest
- Gomel (Homel)
- Hrodna (Grodno)
- Mogilev (Mahilyow)
- Vitebsk (Vitsebsk)
- Bobruisk (Babruysk)

## Văn hóa

### Ẩm thực

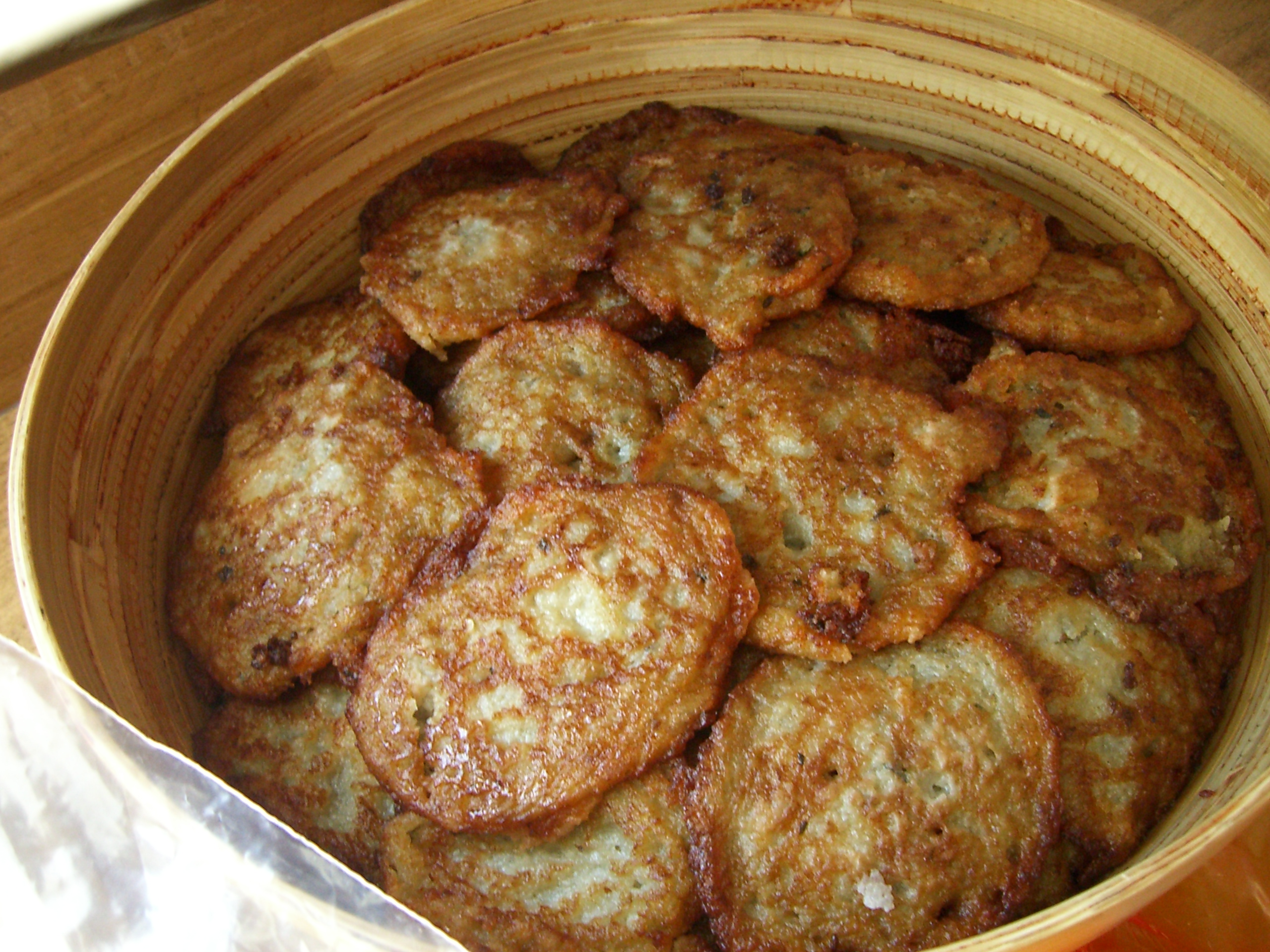
Draniki, một món ăn truyền thống

Khi là một phần của Liên bang Xô viết, nền ẩm thực Byelorussia bao gồm chủ yếu là rau, thịt (đặc biệt là thịt lợn) và bánh mì. Thực phẩm thường được nấu chín từ từ hoặc hầm. Thông thường, người Byelorussia ăn một bữa sáng nhẹ và hai bữa ăn thịnh soạn, với bữa tối là bữa ăn lớn nhất trong ngày. Bánh mì làm bằng lúa mì và lúa mạch đen được tiêu thụ ở Byelorussia, nhưng lúa mạch đen phong phú hơn vì điều kiện quá khắc nghiệt để trồng lúa mì. Nhiều món ăn ở Byelorussia cũng chia sẻ ẩm thực của mình với người hàng xóm Nga.